# Таундуинджи
Таундуинджи или Таундвинджи (бирм. တောင်တွင်းကြီးမြို့, tàʊɴdwɪ́ɴdʑí) — город в центральной части Мьянмы, на территории административного округа Магуэ. Входит в состав района Магуэ.

## Географическое положение
Город находится в восточной части провинции, к востоку от реки Иравади, на расстоянии приблизительно 57 километров к западу-северо-западу (WNW) от столицы страны Нейпьидо. Абсолютная высота — 137 метров над уровнем моря.

## Население
По данным официальной переписи 1983 года численность населения составляла 39 674 человек.
Динамика численности населения города по годам:
| 1983   | 2013   |
| ------ | ------ |
| 39 674 | 81 570 |

## Транспорт
Сообщение Таундуинджи с другими городами Мьянмы осуществляется посредством железнодорожного и автомобильного транспорта.
Ближайший аэропорт расположен в городе Магуэ.